# Transport ferroviaire par pays
Transport ferroviaire par pays est une liste des articles sur l'organisation du transport par chemin de fer. 
C'est une liste alphabétique classée par continents. Les liens rouges correspondent à des pays ayant au moins un article ayant pour sujet le chemin de fer.

## Part des voyageurs ferroviaire par pays
| Pour des raisons techniques, il est temporairement impossible d'afficher le graphique qui aurait dû être présenté ici. |
| - UE: Source OCDE(2013).                                                                                               |

## Afrique
- Transport ferroviaire en Afrique du Sud
- Transport ferroviaire en Algérie
- Transport ferroviaire en Angola
- Transport ferroviaire au Bénin
- Transport ferroviaire au Botswana
- Transport ferroviaire au Burkina Faso
- Transport ferroviaire au Cameroun
- Transport ferroviaire en République démocratique du Congo
- Transport ferroviaire en République du Congo
- Transport ferroviaire en Côte d'Ivoire
- Transport ferroviaire à Djibouti
- Transport ferroviaire en Égypte
- Transport ferroviaire en Érythrée
- Transport ferroviaire en Eswatini
- Transport ferroviaire en Éthiopie
- Transport ferroviaire au Gabon
- Transport ferroviaire au Ghana
- Transport ferroviaire en Guinée
- Transport ferroviaire au Kenya
- Transport ferroviaire au Lesotho
- Transport ferroviaire au Liberia
- Transport ferroviaire à Madagascar
- Transport ferroviaire au Malawi
- Transport ferroviaire au Mali
- Transport ferroviaire au Maroc
- Transport ferroviaire en Mauritanie
- Transport ferroviaire au Mozambique
- Transport ferroviaire en Namibie
- Transport ferroviaire au Nigeria
- Transport ferroviaire en Ouganda
- Transport ferroviaire au Sénégal
- Transport ferroviaire au Soudan
- Transport ferroviaire au Soudan du Sud
- Transport ferroviaire en Tanzanie
- Transport ferroviaire au Togo
- Transport ferroviaire en Tunisie
- Transport ferroviaire en Zambie
- Transport ferroviaire au Zimbabwe

## Amérique du Nord, Amérique centrale et Caraïbes
- Transport ferroviaire au Canada
- Transport ferroviaire au Costa Rica
- Transport ferroviaire à Cuba
- Transport ferroviaire en République dominicaine
- Transport ferroviaire aux États-Unis
- Transport ferroviaire au Guatemala
- Transport ferroviaire en Haïti
- Transport ferroviaire au Honduras
- Transport ferroviaire au Mexique
- Transport ferroviaire au Panama
- Transport ferroviaire à Saint-Christophe-et-Niévès
- Transport ferroviaire au Salvador

- Liste des chemins de fer américains

## Amérique du Sud
- Transport ferroviaire en Argentine
- Transport ferroviaire en Bolivie
- Transport ferroviaire au Brésil
- Transport ferroviaire au Chili
- Transport ferroviaire en Colombie
- Transport ferroviaire en Équateur
- Transport ferroviaire au Paraguay
- Transport ferroviaire au Pérou
- Transport ferroviaire en Uruguay
- Transport ferroviaire au Venezuela

## Asie
- Transport ferroviaire en Afghanistan
- Transport ferroviaire en Arabie saoudite
- Transport ferroviaire en Arménie
- Transport ferroviaire en Azerbaïdjan
- Transport ferroviaire au Bangladesh
- Transport ferroviaire en Birmanie
- Transport ferroviaire au Cambodge
- Transport ferroviaire en Chine
- Transport ferroviaire en Corée du Nord
- Transport ferroviaire en Corée du Sud
- Transport ferroviaire aux Émirats arabes unis
- Transport ferroviaire en Géorgie
- Transport ferroviaire en Inde
- Transport ferroviaire en Indonésie
- Transport ferroviaire en Irak
- Transport ferroviaire en Iran
- Transport ferroviaire en Israël
- Transport ferroviaire au Japon
- Transport ferroviaire en Jordanie
- Transport ferroviaire au Kazakhstan
- Transport ferroviaire au Kirghizistan
- Transport ferroviaire au Liban
- Transport ferroviaire en Malaisie
- Transport ferroviaire en Mongolie
- Transport ferroviaire au Népal
- Transport ferroviaire en Ouzbékistan
- Transport ferroviaire au Pakistan
- Transport ferroviaire aux Philippines
- Transport ferroviaire en Russie
- Transport ferroviaire au Sri Lanka
- Transport ferroviaire en Syrie
- Transport ferroviaire au Tadjikistan
- Transport ferroviaire à Taïwan
- Transport ferroviaire en Thaïlande
- Transport ferroviaire au Turkménistan
- Transport ferroviaire en Turquie
- Transport ferroviaire au Việt Nam

## Europe
- Transport ferroviaire en Albanie
- Transport ferroviaire en Allemagne
- Transport ferroviaire en Autriche
- Transport ferroviaire en Belgique
- Transport ferroviaire en Biélorussie
- Transport ferroviaire en Bosnie-Herzégovine
- Transport ferroviaire en Bulgarie
- Transport ferroviaire en Croatie
- Transport ferroviaire au Danemark
- Transport ferroviaire en Espagne
- Transport ferroviaire en Estonie
- Transport ferroviaire en Finlande
- Transport ferroviaire en France
- Transport ferroviaire en Grèce
- Transport ferroviaire en Hongrie
- Transport ferroviaire en Irlande
- Transport ferroviaire en Italie
- Transport ferroviaire au Kosovo
- Transport ferroviaire en Lettonie
- Transport ferroviaire au Liechtenstein
- Transport ferroviaire en Lituanie
- Transport ferroviaire au Luxembourg
- Transport ferroviaire en Macédoine du Nord
- Transport ferroviaire en Moldavie
- Transport ferroviaire à Monaco
- Transport ferroviaire au Monténégro
- Transport ferroviaire en Norvège
- Transport ferroviaire aux Pays-Bas
- Transport ferroviaire en Pologne
- Transport ferroviaire au Portugal
- Transport ferroviaire en République tchèque
- Transport ferroviaire en Roumanie
- Transport ferroviaire au Royaume-Uni
- Transport ferroviaire en Russie
- Transport ferroviaire en Serbie
- Transport ferroviaire en Slovaquie
- Transport ferroviaire en Slovénie
- Transport ferroviaire en Suède
- Transport ferroviaire en Suisse
- Transport ferroviaire en Ukraine
- Transport ferroviaire au Vatican

## Océanie
- Transport ferroviaire en Australie
- Transport ferroviaire aux Fidji
- Transport ferroviaire en Nouvelle-Zélande